# Zone ouest
La zone ouest est une zone du réseau ASF (Autoroutes du Sud de la France).

## Composition
La zone ouest comprend les autoroutes suivantes :
- A10 (Poitiers-Bordeaux) ;
- A11 (Angers-Le Mans) ;
- A62 (Toulouse-Bordeaux) ;
- A63 (Biriatou-Saint-Geours-de-Maremne) ;
- A64 (Toulouse-Bayonne) ;
- A641 ;
- A645 ;
- A680 ;
- A83 (Nantes-Niort) ;
- A87 (Angers-La Roche-sur-Yon) ;
- A837 (Rochefort-Saintes) ;
- A89 ;